# دوري الدرجة الأولى البوتاني 2002
دوري الدرجة الأولى البوتاني 2002 هو الموسم 17 من دوري الدرجة الأولى البوتاني. أقيم خلال الفترة 28 يوليو 2002 وحتى سبتمبر 2002، وأشرف على تنظيمه الاتحاد الآسيوي لكرة القدم، وكان عدد الأندية المشاركة فيه 12، وفاز فيه Drukpol FC ‏.